# 523 Ada
Ada (asteroide 523) é um asteroide da cintura principal com um diâmetro de 31,89 quilómetros, a 2,4334439 UA. Possui uma excentricidade de 0,1794208 e um período orbital de 1 865,29 dias (5,11 anos).
Ada tem uma velocidade orbital média de 17,29586673 km/s e uma inclinação de 4,32274º.
Esse asteroide foi descoberto em 27 de Janeiro de 1904 por Raymond Dugan.